# Chocontá
Chocontá è un comune della Colombia facente parte del dipartimento di Cundinamarca.
Il centro abitato venne fondato nel 1538.